# Ioana Aluaș-Dinea
Ioana Aluaș-Dinea (Cluj-Napoca, 18 de junio de 1975) es una deportista rumana que compitió en judo. Ganó seis medallas en el Campeonato Europeo de Judo entre los años 2000 y 2008.

## Palmarés internacional
| Campeonato Europeo | Campeonato Europeo      | Campeonato Europeo | Campeonato Europeo |
| Año                | Lugar                   | Medalla            | Categoría          |
| ------------------ | ----------------------- | ------------------ | ------------------ |
| 2000               | Breslavia (Polonia)     | Medalla de bronce  | –52 kg             |
| 2001               | París (Francia)         | Medalla de bronce  | –52 kg             |
| 2004               | Bucarest (Rumania)      | Medalla de oro     | –52 kg             |
| 2005               | Róterdam (Países Bajos) | Medalla de plata   | –52 kg             |
| 2006               | Tampere (Finlandia)     | Medalla de plata   | –52 kg             |
| 2008               | Lisboa (Portugal)       | Medalla de bronce  | –52 kg             |